# Khoa học thế kỷ 8
Dưới đây liệt kê một số sự kiện khoa học và công nghệ tiêu biểu trong thế kỷ 8.

## Địa lý
- 740: Feirgil – nhà thiên văn người Ireland, lần đầu đưa ra lý thuyết về điểm đối cực.[1]

## Khoa học vật liệu
- 751: Công nghệ sản xuất giấy – một phát minh của văn minh Trung Quốc, được du nhập vào Thế giới Hồi giáo, thay thế cho cói viết.[2]

## Chiêm tinh học
- Masha'allah ibn Athari nhận lệnh từ Khalifah al-Mansur và làm việc cùng một nhóm chiêm tinh gia dẫn đầu bởi Naubakht để xem tử vi cho việc xây thành Baghdad, về sau trở thành thủ phủ của đế chế Hồi giáo Abbasids.[3]
- Masha'allah ibn Athari biên soạn hơn 20 tác phẩm chủ về chiêm tinh học, về sau trở nên nổi tiếng, là một trong những bộ tài liệu uy tín có giá trị tham khảo nhất trong chiêm tinh học Trung Đông, và lan rộng khắp phuơng Tây sau khi chiêm tinh học tử vi được truyền bá đến châu Âu từ thế kỷ 12.[3]

## Toán học
- Số 0, một phát minh từ lâu đời trong toán học phương Đông, lần đầu được giới thiệu đến Baghdad và được tiếp nhận nhận rộng rãi trong các nền văn minh khác.[4]